# Carmen del Paraná
Carmen del Paraná, ein Distrikt im Departamento Itapúa von Paraguay, wurde am 24. April 1843 von Carlos Antonio López und Mariano Roque Alonso unter dem Namen Tupa ra'y (Sohn Gottes) gegründet. Er liegt am Río Paraná, der hier 14 km breit ist.
Der ca. 300 km² große Distrikt hat etwa 8.900 Einwohner, die meisten davon Nachfahren europäischer Immigranten. Er wird umgeben von den Nachbardistrikten San Cosme y Damián, San Juan del Paraná, Encarnación, Fram, General Artigas und Coronel Bogado.
Nach dem Bau des Wasserkraftwerks Yacyretá im Jahr 2011 stieg der Wasserspiegel des Paraná so weit an, dass er ein Drittel des Distrikts überflutete. An dem stark verbreiterten Fluss wurden mehrere Sandstrände angelegt, von denen die Playa Tacuary der beliebteste ist. Der Fluss erscheint von hier wie ein Meer. Carmen del Paraná entwickelte sich zu einem Touristenzentrum mit zahlreichen Unterkunftsmöglichkeiten.
Carmen del Paraná wird La Capital del Arroz (Hauptstadt des Reis) genannt. Nach der Flutung eines großen Teils des Anbaugebiets zogen einige Produzenten jedoch an andere Orte. Es blieben noch drei Mühlen, die 50 % der Reisproduktion des Landes verarbeiten. Für Touristen wird monatlich im Ort eine „Reistour“ veranstaltet, bei der die Etappen des Reisanbaus bis zur industriellen Verarbeitung gezeigt werden. Es werden dabei außerdem die verschiedensten einheimischen Reisgerichte angeboten. Die Tour wurde 2019 mit dem „Touristischen Exzellenzpreis“ der internationalen Tourismus-Messe Madrid Fitur ausgezeichnet.
Im Jahr 2013 wurde an der Uferpromenade eine originalgetreue Replik des von dem Stausee überfluteten Bahnhofs mit den vorher abgetragenen Materialien errichtet und in ein historisches Museum verwandelt. Er war ursprünglich von Engländern Anfang des 20. Jahrhunderts gebaut worden.